# Richard O'Brien (acteur)
Pour les articles homonymes, voir Richard O'Brien, Richard Smith et Smith.
Richard O'Brien (de son nom de naissance Richard Timothy Smith), né le 25 mars 1942 à Cheltenham, (Gloucestershire, Angleterre), est un acteur, animateur de télévision, auteur de théâtre et compositeur britannico-néo-zélandais.
Il est principalement connu pour être l'auteur de The Rocky Horror Show, adapté au cinéma sous le titre The Rocky Horror Picture Show, dans laquelle il interprète également le personnage de Riff Raff.

## De la comédie musicale au cinéma

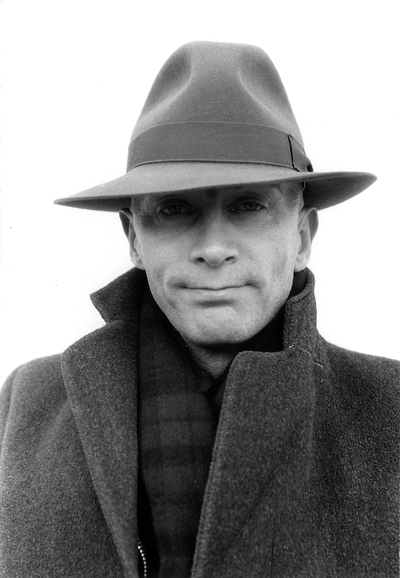
Richard O'Brien en 2008.

Il émigre avec sa famille en Nouvelle-Zélande, en 1952. Dans la ferme de son père, il apprend à monter à cheval, ce qui lui permettra de commencer sa carrière au cinéma comme cascadeur. Grand amateur de bandes dessinées, il se prend de passion pour les films d'horreur.
De retour en Angleterre en 1964, il envisage sérieusement de devenir acteur et change son nom en O'Brien, qui est le nom de jeune fille de sa mère. Il se produit alors sur scène dans différentes productions, et notamment dans la comédie musicale Jesus Christ Superstar. Écarté de la troupe, il se met à écrire des chansons inspirées de ses souvenirs d'adolescent, et imagine un spectacle qui aurait pour trame de fond une histoire de science-fiction avec des références aux films d'horreur de série B qu'il apprécie.
Le réalisateur Jim Sharman (qui a notamment produit Hair et Jesus Christ Superstar en Australie) l'encourage à écrire un script à partir de ces idées. Le spectacle s'appellera The Rocky Horror Show. La première représentation, en juin 1973, est un succès. O'Brien est alors entouré de Tim Curry, Patricia Quinn, Christopher Malcolm et Julie Covington dans les rôles principaux. L'année suivante, le spectacle traverse l'Atlantique et se produit d'abord à Los Angeles en 1974, avec une nouvelle distribution, puis à Broadway en 1975, où les critiques le dénigrent sévèrement. La tournée continue néanmoins et le spectacle sera présenté en Australie, au Mexique, en Norvège, en Allemagne, etc.
Pour poursuivre l'aventure, O'Brien se met à adapter dès 1974 son scénario pour en faire un film. Réalisé par Jim Sharman, il s'intitule The Rocky Horror Picture Show et reprend une partie de la distribution américaine, avec notamment le chanteur de rock Meat Loaf et Susan Sarandon. O'Brien y joue le rôle de Riff Raff tandis que Tim Curry reprend celui du Dr Frank N Furter. Après des débuts calamiteux, le film connaîtra bien plus de succès que la pièce, surtout aux États-Unis, en particulier en raison de la participation des spectateurs.
Enthousiasmés par la réussite du film, les producteurs commandent une suite à O'Brien et à Sharman. Ce sera Shock Treatment, sorti en 1981, avec Jessica Harper et Cliff De Young dans les rôles principaux. Si une partie des personnages sont ceux du Rocky Horror Picture Show, le scénario ne comporte aucune allusion au premier film, et ne parle ni d’extra-terrestres ni de travestis, mais de jeux télévisés. Richard O’Brien, qui a une fois encore composé les musiques, y tient le rôle d'un personnage énigmatique, Cosmo. Les fans du Rocky Horror Picture Show sont désorientés.

## Une deuxième carrière
Après l'échec de son dernier film, O'Brien reprend son métier d'acteur. Il figure aux génériques de Flash Gordon en 1980, de Dark City en 1998 et de Donjons et Dragons en 2000. Il apparaît aussi dans des séries télévisées. En 1989, la chaîne britannique Channel 4 lui propose d'animer son jeu télévisé The Crystal Maze, qu'il présentera pendant quatre ans.
Dans les années qui suivent, il continue de se produire sur scène, dans des pièces de théâtre ou dans des spectacles de cabaret, double des personnages d'animation et participe comme invité à des émissions télévisées et à des spectacles officiels. Il participe également à des opérations destinées à financer l'hôpital des enfants de Manchester. Semi-retraité dans les années 2010, il participe toujours occasionnellement à des spectacles, dont une reprise de The Rocky Horror Show à West End, au Playhouse Theatre, pour onze représentations, en décembre 2015.

## Vie privée
Richard O'Brien a eu un enfant avec sa première épouse, et deux enfants avec sa seconde. En 2009, il fait son coming out et déclare : « Il existe un spectre entre le masculin et le féminin. Certains sont profondément ancrés dans l'un ou l'autre. Moi, je suis entre les deux ». Il porte parfois des vêtements féminins ou se maquille. En 2013, il se marie une troisième fois en épousant Sabrina Graf, sa compagne depuis 2010.
Au moment de prendre sa retraite, il retourne vivre en Nouvelle-Zélande, dans la région de la Baie de l'Abondance, et devient citoyen néo-zélandais en 2011.

## Filmographie
- 1965 : Carry On Cowboy (en)
- 1970 : Pieces of Dreams de Daniel Haller
- 1973 : Le Voleur qui vient dîner (The Thief Who Came to Dinner), de Bud Yorkin
- 1975 : The Rocky Horror Picture Show
- 1976 : Un candidat au poil (The Shaggy D. A.)
- 1977 : Jubilee
- 1980 : Flash Gordon
- 1981 : Haute tension
- 1981 : Shock Treatment
- 1986 : Révolution
- 1998 : Spice World, le film
- 1998 : Dark City
- 1998 : À tout jamais
- 2000 : Donjons et Dragons
- 2001 : Elvira et le Château hanté
- 2007 : Phinéas et Ferb - voix
- 2009 : Night Train
- 2010 : Jackboots – voix
- 2011 : Manor Hunt Ball
- 2011 : Mongrels - voix du chien zombie, saison 2, épisode 2
- 2014 : Game of Thrones - un esclave
- 2017 : Lady Gun Fighter (The Stolen) de Niall Johnson : Russell